# Departamento Vinchina
Das Departamento Vinchina liegt im Norden der Provinz La Rioja im Nordwesten Argentiniens und ist eine von 18 Verwaltungseinheiten der Provinz. 
Es grenzt im Norden an die Provinz Catamarca, im Osten an das Departamento Famatina, im Süden an das Departamento General Lamadrid und im Westen an Chile. 
Die Hauptstadt des Departamento Vinchina ist Villa San José de Vinchina.

## Städte und Gemeinden
Das Departamento Vinchina ist in folgende Gemeinden aufgeteilt:
- Distrito Pueblo
- Jagüé
- Potrero Grande
- San José de Vinchina
- Pituil
- Plaza Vieja
- Santa Cruz
- Santo Domingo